# 上海医药职工大学
上海医药职工大学建于1939年，总部位于飞虹路525号（旧址位于愚园路1088弄），1987年，上海医药职工大学由上海市医药工业公司职工大学和上海市医疗器械工业公司职工大学合并而来。直属上海医药（集团），校长为蒋忠元，内有浦东新区教学点位于沈家弄路700号。2020年列为交通大学医学院继续教育学院学习中心及教学站点。